# Парламентские выборы во Французском Того (1958)
Парламентские выборы в Французском Того проходили 27 апреля 1958 года. На них избирались члены Национального собрания. В результате победу одержала партия Комитет единства Того, получившая 29 из 46 мест парламента. Явка составила 64,9 %.

## Результаты
| Партия                              | Голоса  | %    | Места | +/–   |
| ----------------------------------- | ------- | ---- | ----- | ----- |
| Комитет единства Того               | 190 098 | 61,2 | 29    | новая |
| Союз вождей и народов Севера        | 56 281  | 18,1 | 10    | –5    |
| Партия прогресса Того               | 40 486  | 13,0 | 3     | –12   |
| Движение тоголезского народа        | 842     | 0,3  | 0     | ▬     |
| Ювенто                              | 510     | 0,2  | 0     | новая |
| Объединение тоголезской молодёжи    | 6       | 0,0  | 0     | новая |
| Независимые                         | 22 753  | 7,2  | 4     | новая |
| Недействительных/пустых бюллетеней  | 6 481   | –    | –     | –     |
| Всего                               | 317 669 | 100  | 46    | +16   |
| Зарегистрированных избирателей/Явка | 489 519 | 64,9 | –     | –     |
| Источник: Nohlen et al.             |         |      |       |       |